# 尼多岗遗址
尼多岗遗址，位于中国青海省贵德县罗汉堂乡罗汉堂村，为青海省市县级文物保护单位，公布日期为1987年8月6日，类型为古遗址。
尼多岗遗址的历史年代为新石器时代。